# توماس كيلاتي
توماس كيلاتي (بالإنجليزية: Thomas Kelati)‏ مواليد 27 سبتمبر 1982 في والا والا، هو لاعب كرة سلة أمريكي. بدأ مسيرته الاحترافية في سنة 2005. يلعب مع نادي جلونا غورا لكرة السلة. يحمل الرقم 22. يبلغ طوله 6 قدم 5 بوصة (2.0 م).

## المسيرة الاحترافية
لعب مع تورو زغورجيلتس من سنة 2006 إلى 2008، ثم لعب مع بالونكيستو مالقا في الدوري الإسباني في موسم 2008–2009، ثم لعب مع فالنسيا باسكت في موسم 2009–2010، ثم لعب مع خيمكي في الدوري الروسي من سنة 2010 إلى 2012، ثم لعب مع فالنسيا باسكت في موسم 2012–2013، ثم لعب مع ساسكي باسكونيا في الدوري الإسباني في سنة 2013، ثم لعب مع سي بي مورسيا من سنة 2014 إلى 2016، ثم لعب مع جلونا غورا في سنة 2016.

## روابط خارجية
- توماس كيلاتي على موقع الاتحاد الدولي لكرة السلة (الإنجليزية)
- توماس كيلاتي على موقع الدوري الأوروبي لكرة السلة (الإنجليزية)
- توماس كيلاتي على موقع الدوري الإسباني لكرة السلة (الإسبانية)
- توماس كيلاتي على موقع كرة السلة الأوروبية.كوم (الإنجليزية)
- توماس كيلاتي على موقع DraftExpress.com (الإنجليزية)
- توماس كيلاتي على موقع كلية كرة السلة في سبورتس رفرنس.كوم (الإنجليزية)
- توماس كيلاتي على موقع ريلجم (الإنجليزية)
- توماس كيلاتي على موقع بروبوليرز (الإنجليزية)
- توماس كيلاتي على موقع سبورتس رفرنس (الإنجليزية)